# Mackintoshia
Mackintoshia (рус. Макинтошия) — род грибов, входящий в семейство Паутинниковые (Cortinariaceae). Единственный вид рода — Mackintoshia persica. Назван в честь миколога Робби Макинтоша (англ. Robbie Mackintosh).

## Описание
Плодовые тела располагаются под землёй, шаровидной или грушевидной формы, 7—11 см в диаметре. Перидиопеллис — триходермис светло-жёлтого или жёлто-оранжевого цвета, затем оливковый, растрескивающийся, у молодых грибов до 250 мкм толщиной, с возрастом утончается до 50—80 мкм, состоит из жёлтых гиф до 15 мкм в диаметре. Глеба мясистая, мягкая, эластичная, сначала белого или светло-жёлтого цвета, затем приобретает оливковый оттенок. Споры без поры прорастания, эллиптической формы, с гладкой поверхностью, толстостенные, декстриноидные, цианофильные, 8—12×5—7 мкм. Базидии обычно четырёхспоровые, бесцветные или желтоватые, цианофильные, 32—40×8—10 мкм. Цистиды булавовидной, веретеновидной или цилиндрической формы, тонкостенные, цианофильные, 38—84×6—12 мкм. Пряжки на гифах отсутствуют.
Гриб съедобен, обладает слабым вкусом, напоминающим зрелые персики.

## Экология и ареал
Произрастает под землёй под деревьями из родов Burkea и Brachystegia. Известен из пустыни Калахари. Описан из Зимбабве.

## Таксономия
Единственный вид рода:
Mackintoshia persica Pacioni & C. Sharp, 2000
Mackintoshia persica близок морфологически к роду Mycoamaranthus, от которого отличается присутствием цистид, гладкими спорами и присутствием колюмеллы. Микроскопически гриб близок к Galerina.